# Terrytoons
Terrytoons era uno studio di animazione statunitense fondato da Paul Terry. Lo studio si trovava a New York e fu attivo dal 1929 al 1972. I personaggi più popolari creati dallo studio erano Mighty Mouse, Heckle & Jeckle, Hector Heathcote, Luno, Gandy Goose, Dinky Duck e Bufalo Bau (in originale Deputy Dawg). I cartoni animati della Terrytoons erano distribuiti da 20th Century Fox.
Tra gli animatori conosciuti era Gene Deitch.